# Арагацотн
Арагацотн (јерм. Արագածոտն) је једна од 11 административних јединица Републике Јерменије, односно један од десет марзева.
Налази се у западном делу земље, дуж јужних обронака највише планине у Јерменији Арагаца. На северозападу је ограничен марзом Ширак, на североистоку је Лори, на истоку Котајк а на југу марз Армавир. На крајњем југоистоку граничи се са административним подручјем града Јеревана, док је на западу међународна граница са Турском.
Овако ограничено подручје има површину од 2.755 км² или 9,3% државне територије. На територији марза је 2010. живело 141.800 становника. Административни центар марза је град Аштарак, а статус урбаних градских центара имају још и Апаран и Талин. Поред Јермена који чине основу популације у овом подручју живи значајнији број припадника Језидске курдске мањине.
Име марза у буквалном преводу означава „подножје Арагаца“.

## Географија
Арагацотн се налази у западном делу Јерменије и у најкраћем се може рећи да је смештен између Јеревана и Арагаца са једне, односно Касаха и Ахурјана са друге стране. Најважније притоке Касаха (десне притоке) су Амберд и Гехарот. Целом провинцијом доминирају врхови Арагаца који је са надморском висином од 4.095 метара и највиши врх целе Јерменије. Најнижи део марза налази се у западном делу и лежи на надморској висини од 950 метара. Идући ка југу и западу земљиште се постепено спушта ка нешто сушнијој Араратској равници.
Најважнији водоток је река Касах која извире испод јужних обронака Арагаца, а на њој је изграђено вештачко Апаранско језеро. Са планине се ка југу спуштају бројни мањи водотоци који се одликују бујичним карактером и који изазивају велике штете пољопривредним подручјима. У близини највишег врха Арагаца налази се планинско језеро Кари лич (или Камено језеро), једно од највиших језера у Јерменији.
У вегетационом смислу провинцијом доминирају континуиране алпске ливаде које су местимично испресецане дубоким кањонима и стеновитим голетима. Ређе су храстове шуме галеријског типа.
Клима области варира од умерено континенталне до оштре планинске, тако да су највиши врхови Арагаца током целе године прекривени снегом.

## Историја
Подручје данашњег Арагацотна било је насељено још у праисторији, а посебно долина Касаха (захваљујући плодном тлу и умереној клими). О најранијим насељима сведоче бројни археолошки локалитети из каменог и бронзаног доба. Прва државна организација на овом подручју било је Јерменско краљевство које се још називало и Вотн Арагацо. Северни делови Арагацотна у средњем веку називали су се Амберд. Од IX—XI века подручје је било део књажевине Пахлавуни.
Године 1386. цела област је опустошена од стране војске татарског емира Темерлана, а већ током XV века област је потпала под власт туркијске државе Кара Којунлу. Године 1828. Арагацотн, као и цела Источна Јерменија постаје део Руске империје.

## Демографија
Према проценама државне статистичке службе Јерменије (Армстат) у марзу је у 2010. живела 141.800 становника или 4,5% целокупне популације Јерменије. Са просечно 51,47 стан/км² (после Вајоц Џора) ово је најређе насељени део Јерменије. Око 75% становника живи у руралним срединама.
|                      | 1991.   | 1993.   | 1995.   | 1997.   | 1999.   | 2001.   | 2002.   | 2003.   | 2004.   | 2005.   | 2006.   | 2007.   | 2010.   |
| -------------------- | ------- | ------- | ------- | ------- | ------- | ------- | ------- | ------- | ------- | ------- | ------- | ------- | ------- |
| Становника           | 142.000 | 146.300 | 138.700 | 138.800 | 138.300 | 138.200 | 138.400 | 138.500 | 138.800 | 139.100 | 139.500 | 140.000 | 141.800 |
| Градско становништво | 39.600  | 42.400  | 35.300  | 34.100  | 33.300  | 33.000  | 32.900  | 32.900  | 32.900  | 32.900  | 33.000  | 33.000  | 33.100  |
| Извори: ArmStat             |         |         |         |         |         |         |         |         |         |         |         |         |         |

Поред основне популације (коју чине Јермени), у марзу живи око 6.000 припадника курдске заједнице Језиди који чине најбројнију националну мањину у провинцији.
У административном погледу Арагацотн је подељен на 4 рејона (Аштарак, Апаран, Арагац и Талин) са укупно 117 насеља. Од тог броја само три насеља (Аштарак, Апаран и Талин) се сматрају урбаним центрима док је преосталих 111 руралног карактера.

## Знаменитости
Као доказ богате прошлости овог краја сведоче бројни остаци тврђава и цркава. Неки од најзначајнијих културно историјских споменика су средњовековна тврђава Амберд те средњовековни манастири Сагмосаванк и Оганаванк.
Али свакако једна од највећих знаменитости целог краја налази се у селу Ошакане, на крајњем југу марза (на обалама Касаха) и реч је о гробници оца јерменске писмености и светитеља јерменске цркве Месропа Маштоца.
У северном делу, на обронцима Арагаца налази се Бјураканска опсерваторија, изграђена 1946. године.
- Aragatsotn
- Талински сабор из 7. века
- Манастир Сагмосаванк из 13. века
- Споменик страдалима у Апаранској бици
- Парк посвећен Јерменској писмености у близини Апарана
- Бјураканска опсерваторија